# Johan Bruyneel
Johan Bruyneel (født 23. august 1964 i Izegem, Belgien) er en sportsdirektør og tidligere professionel cykelrytter. Efter at han stoppede som professionel cykelrytter i 1999, er han mest kendt som sportsdirektør på det UCI ProTour-hold Astana Team. Bruyneel blev i 2014 straffet med en karantæne i ti år for flere overtrædelser af antidopingreglerne af en amerikansk sportsdomstol.
I 2018 besluttede den Internationale Sportsdomstol (CAS) at udelukke Johan Bruyneel fra cykelsporten på livstid.

## Hold

### Sportsdirektør
- 1999-2007 : Discovery Channel Pro Cycling Team (hed US Postal Service Cycling Team til 2004)
- 2008-2010 : Astana Cycling Team
- 2010-2012 Team RadioShack

### Cykelrytter
- 1998: ONCE
- 1997: Rabobank
- 1992-1995: ONCE
- 1990-1991: Lotto
- 1989: SEFB

## Eksterne links
- Officielle hjemmeside Arkiveret 22. august 2007 hos  Wayback Machine

- Wikimedia Commons har flere filer relateret til Johan Bruyneel